# آگدر انرژی
آگدر انرژی (انگلیسی: Agder Energi) شرکت خدمات برق نروژی است، که در سال ۲۰۰۰ توسط شرکت استات کرفت  تأسیس شد.